# Le Renard dans l'île
Le Renard dans l'île est un roman d'Henri Bosco publié en 1956. Il forme une intrigue autonome, mais constitue une suite à L'Enfant et la Rivière dont il dévoile largement l'intrigue. Il contient également des allusions aux personnages de L'Âne Culotte.

## Résumé
L'histoire se déroule au tournant des XIXe et XXe siècles, dans le sud de la France. Pascalet vit au Mas-du-Gage en compagnie de ses parents, de Tante Martine et du chien Barboche. Ils reçoivent parfois la visite de Bargabot, un braconnier qui connaît très bien la région et a protégé Pascalet par le passé.
Tante Martine ment un peu pour convaincre les parents de Pascalet de recueillir Gatzo, un garçon bohémien dont Pascalet a fait la connaissance durant les événements relatés dans L'Enfant et la Rivière. Gatzo fait partie du peuple des Caraques, des Bohémiens cruels ; une nuit, Pascalet, qui avait fugué et explorait une île sur la rivière, a vu un campement de Caraques qui retenaient Gatzo prisonnier et il l'a libéré. Malgré l'affection qui l'entoure, Gatzo demeure secret et renfermé, et il conserve des craintes au sujet de son ancienne famille, insensible et violente. Certaines nuits, il s'installe sur l'aire qui s'étend derrière la maison, près du puits. Gatzo et Pascalet observent une présence étrange et indéfinissable dans la campagne environnante. Un animal semble errer près de la maison. Tante Martine prend Gatzo à part, les soirs, et elle parvient à le faire parler un peu de son ancienne famille. Elle apprend qu'on lui a dit qu'il n'avait pas d'âme.
Pendant une absence prolongée des parents, Tante Martine s'efforce de faire de Gatzo un enfant présentable. Elle lui achète des vêtements et l'envoie, avec Pascalet, prendre des cours auprès de Frère Théopiste, un religieux installé à La Moulinelle, une maison des environs. Gatzo et Pascalet se montrent dociles, mais restent hantés par les mystères qu'ils ont entrevus lors des fugues de Pascalet à la rivière. Frère Théopiste apprend à Gatzo à lire, à écrire et à compter. Il entame parfois la lecture d'une fable où il est question d'un renard et d'un merle, mais il n'ose jamais la terminer car la fin est trop cruelle, ce qui éveille la curiosité des enfants.
À mesure que l'été s'avance, les mystères paraissent emplir la campagne. Le braconnier Bargabot semble avoir disparu. Tante Martine, reprise par ses rêveries et sa frénésie de rangement au grenier, relâche un peu sa surveillance sur les deux enfants. Gatzo et Pascalet continuent leurs leçons régulières chez Frère Théopiste. Ils passent une grande partie du temps à se promener dans la campagne environnante et s'enivrent de l'odeur des arbres et de l'observation des bêtes. Frère Théopiste commence à enseigner aux deux garçons l'histoire sainte. Un différend s'élève avec Tante Martine au sujet de la part de culpabilité respective d'Adam et d'Eve dans l'histoire du péché originel.
Un jour, le facteur Broutille apporte au Mas-du-Gage une lettre de Pierrouré, où vivent les cousins Gloriot, Grand-Père Saturnin et Grand-Mère Saturnine et leur fils Constantin. Ils avaient recueilli depuis quelques années une jeune orpheline, mais elle vient d'être enlevée. La lettre relate aussi des événements étranges survenus dans la propriété de Belles-Tuiles et relatés dans L'Âne Culotte. Un « sorcier » a fait pousser en six mois un verger merveilleux à Belles-Tuiles. L'orpheline aurait vu là-bas une scène horrible : le vieil homme a fait étrangler un renard par un serpent. Tante Martine, rêvant à voix haute, est persuadée que l'âme du renard tué erre à la recherche d'un nouveau corps où s'établir, y compris un corps d'homme, de femme ou d'enfant. La lettre apprend à la famille que Belles-Tuiles a été incendié et que le vieil homme et l'orpheline ont disparu. Les Gloriot soupçonnent des accointances entre le « sorcier » et des Caraques. Alors que Pascalet termine de lire la lettre à haute voix, Gatzo les alerte : il est persuadé d'avoir vu un renard près de la maison. Juste après, le facteur Broutille revient et leur apprend d'autres nouvelles : Bargabot serait de retour dans les parages, et des Caraques se seraient de nouveau établis dans l'île sur la rivière, celle où Pascalet a libéré Gatzo. La nuit venue, Gatzo et Pascalet discutent. Gatzo est persuadé que les Caraques ont enlevé l'orpheline et qu'elle est menacée par l'âme du renard mort. Il se met en tête de la sauver.
Le lendemain, Tante Martine met fin aux leçons chez Frère Théopiste, car la région n'est plus sûre. Elle craint visiblement une nouvelle fugue de Pascalet. Un jour, une voisine apprend à Tate Martine que Bargabot aurait tenté de tuer un renard tout blanc près de la rivière. Les deux garçons regrettent la compagnie du vieux religieux et décident d'aller le voir par surprise ; arrivés près de La Moulinelle, ils se ravisent et se contentent de lui laisser en cachette un objet précieux, le couteau de Gatzo. Au retour, Gatzo prend peur après avoir vu un vieil homme observer la maison, mais l'intrus est délogé et mis en fuite par les aboiements du chien Barboche. 
Rassurée par le retour de Bargabot, Tante Martine laisse davantage de liberté aux deux garçons. Une nuit, Gatzo et Pascalet en profitent pour se rendre secrètement dans l'île, accessible à gué grâce au temps sec qui a fait baisser les eaux. Ils observent un campement de Caraques et une jeune fille pâle qui erre sous la lune. Quand un glapissement retentit, les Caraques la font rentrer précipitamment. Gatzo en conclut que le renard cherche la fille pour prendre son corps. Avant de partir, ils observent un âne paisible, que Gatzo reconnaît comme celui du vieil homme de Belles-Tuiles. Au retour, ils épient une conversation entre Tante Martine et Bargabot. Ce dernier explique avoir plusieurs fois tiré sur le renard à bout portant, mais en vain.
Les jours suivants, Gatzo se met en tête de tuer réellement le renard fantôme en l'étranglant. Pascalet ne parvient pas à l'en dissuader. Une nuit, tous deux repassent dans l'île en s'aidant du clair de lune. Gatzo cherche le renard. Ils observent une barque : les Caraques sont sur le point de repartir. Mais des nuages dissimulent la lune et, dans les ténèbres, les deux enfants sont séparés. Un orage gronde et Pascalet, resté seul, se rend compte que les eaux de la rivière, gonflées par les pluies en amont, montent à grande vitesse et leur coupent le chemin du retour. Gatzo, lancé à la nage, trouve le renard et lutte avec lui, mais la bête lui inflige de graves blessures avant qu'il n'arrive bel et bien à l'étrangler. Un Caraque tire sur Gatzo et le blesse encore. Pascalet, affolé, cherche Gatzo quand Bargabot arrive pour les sortir de l'eau.
Gatzo se remet lentement de ses blessures. Tante Martine dissimule tout aux parents de Pascalet à leur retour. Devenu renfermé et mélancolique, le Bohémien devient distant envers Pascalet. Ils se disputent et ne parviennent pas à se réconcilier. Gatzo finit par disparaître du jour au lendemain, non sans laisser dans l'île une inscription à son attention.

## Histoire éditoriale
Le Renard dans l'île paraît en 1956 aux éditions Gallimard, dans la collection La bibliothèque blanche. Une réédition de 1965, dans la même collection, inclut des illustrations de Jean Palayer. Le roman est réédité en 1974, toujours chez Gallimard, dans la collection 1000 Soleils, avec des illustrations de Jean-Olivier Héron. En 2000, il connaît une réédition chez Gallimard jeunesse, dans la collection Folio junior n°386, avec des illustrations de Georges Lemoine.

## Adaptation
Le Renard dans l'île fait l'objet d'une adaptation en téléfilm d'une durée d'une heure, réalisée par Leïla Sénati, avec un scénario de Denys de la Patellière, diffusée pour la première fois sur la chaîne TF1 en 1975,. Ce téléfilm paraît par la suite en cassette vidéo VHS.